# Symphonia Colonialis
Symphonia Colonialis é um filme teuto-ítalo-brasileiro sobre a música clássica brasileira do diretor alemão Georg Brintrup; lançado de 1991.

## Sinopse
No arquivo da Orquestra Ribeiro Bastos foi encontrada uma caixa cheia de documentos inexplorados, do séc. XVIII, quando o Brasil era ainda uma colônia da coroa portuguesa. Diante desta descoberta, um jovem musicólogo vai para a cidade de São João del-Rei, no estado brasileiro de Minas Gerais, onde fica a sede da orquestra. Essa é composta, sobretudo, de musicistas amadores mulatos, cujos ancestrais eram escravos, e que preservam uma tradição de mais de duzentos anos.
Nos documentos, alguns membros de uma companhia de ópera vinda de Nápoles para o Brasil para apresentar Nina, louca por amor, de Giovanni Paisiello, descrevem esta viagem e o encontro e colaboração com um compositor chamado Antônio Francisco da Cunha, um mulato de São João del Rei. Ele, ainda menino, conseguiu, graças ao seu grande talento musical, tirar proveito de uma lei específica de Minas Gerais, para obter a “carta de alforria”, um documento que lhe garantiu a libertação da escravidão. Admitido como membro de uma confraria de antigos escravos, o jovem Antônio Francisco da Cunha teve a oportunidade de aperfeiçoar seu talento e se tornar um dos mais importantes compositores da música barroca no estado de Minas Gerais.
Os documentos também atestam que o compositor cultivou uma estreita amizade com o poeta Claudio Manuel Rezende, partícipe da "Inconfidência Mineira", um movimento clandestino de independência. Por ter-lhe dado proteção em sua casa, Antônio Francisco foi acusado de simpatizar com o movimento, que lutava, entre outras coisas, pela abolição da escravidão. O poeta foi capturado e enforcado, enquanto Antônio Francisco, devido à sua fama, foi anistiado.
Mas a partir desse momento, um pensamento não lhe deu mais paz: o de continuar sendo um escravo da coroa de Portugal, apesar da libertação da escravidão. Com a memória vívida sobre suas origens, ele se aposentou e compôs um famoso Te Deum. A música tornou-se para ele o único caminho real para a liberdade.

## Bastidores
O filme, em formato de ensaio, traz uma visão dos bastidores da música clássica brasileira, redescoberta a partir de pesquisa feita, apenas na década de 1940, pelo musicólogo alemão-uruguaio Francisco Curt Lange (1903-1997).
A trama do filme segue duas linhas paralelas em dois períodos diferentes:
1. O trabalho da Orquestra Ribeiro Bastos antes e depois da Semana Santa de 1991, em São João del-Rei;
2. A representação da biografia imaginária do afro-descendente Antônio Francisco da Cunha, da escravidão à sua ascensão como compositor de música sacra durante a transição do séc. XVIII para o séc. XIX.
A biografia imaginária de Antônio Francisco da Cunha foi construída com elementos e episódios de diferentes biografias de compositores brasileiros da época de ouro da música sacra no Rio de Janeiro e em Minas Gerais: José Maurício Nunes Garcia (1767-1830), João de Deus de Castro Lobo (1794-1832), José Joaquim Emerico Lobo de Mesquita (1746-1805), Ignácio Parreiras Neves (1730? -1794), Marcos Coelho Neto (1763-1823), Francisco Gomes da Rocha (1754-1808) e Antônio dos Santos Cunha (fl. 1800-1822), com o nome destes dois últimos usados para criar o nome do personagem Antônio Francisco da Cunha.
As cenas históricas do filme foram filmadas principalmente em Tiradentes, distante 13 km de São João del-Rei.

## Distribuição
A primeira exibição do filme Symphonia Colonialis ocorreu em outubro de 1991 durante o XV Mostra Internacional de Cinema de São Paulo 
A primeira transmissão pela televisão na Alemanha foi em 1° de outubro de 1991 no SWF. O canal HR transmitiu o filme em 30 de agosto de 1992 e em março de 1995. O filme foi exibido em 25 de maio de 2010, durante o Festival do Século XVIII, em Lecce.